# Sendigbrunnen

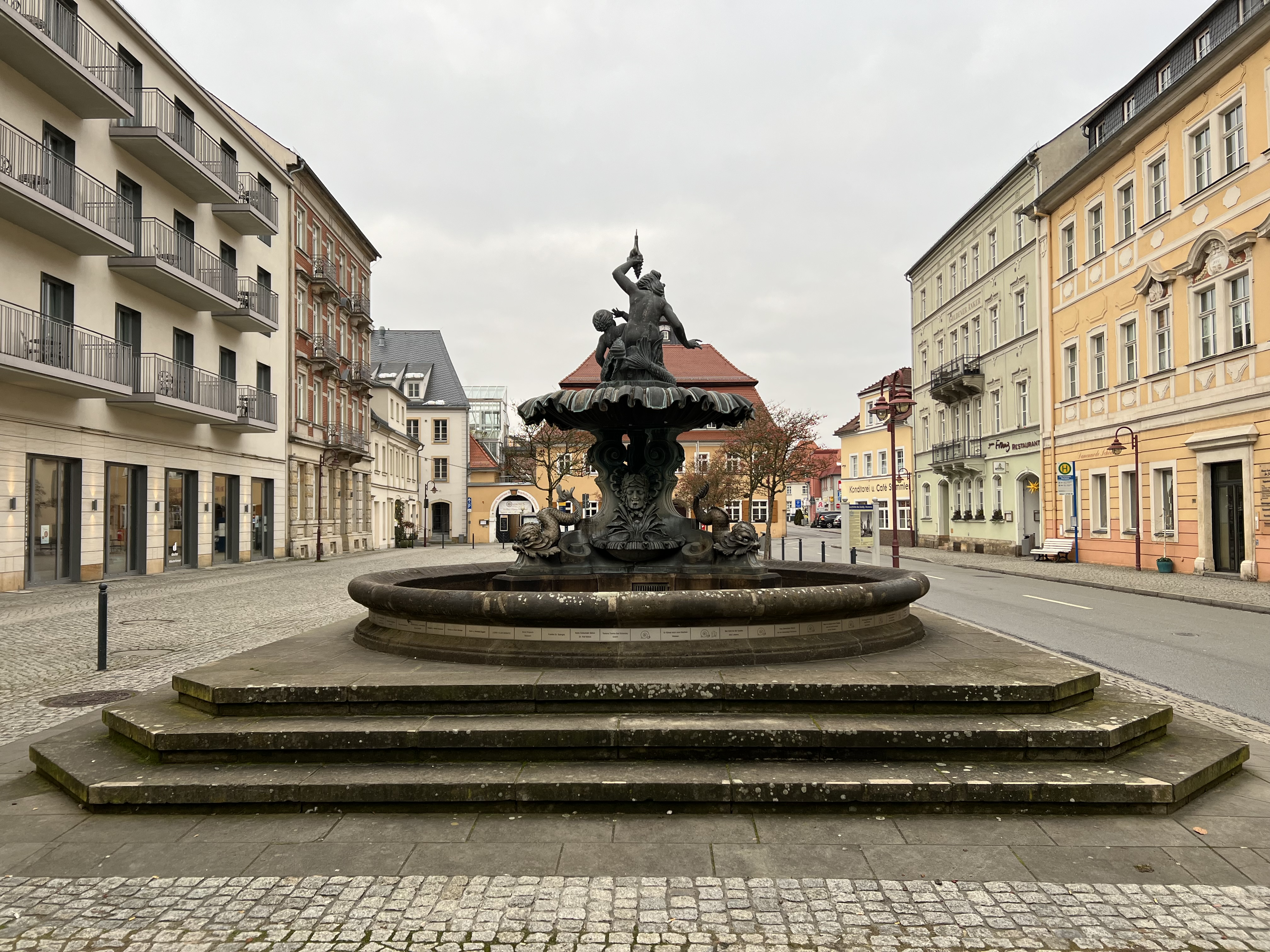
Sendigbrunnen

Der Sendigbrunnen ist ein Brunnen in Bad Schandau im Freistaat Sachsen. Benannt nach Rudolf Sendig (1848–1928), dem Förderer des Kurbetriebes und des öffentlichen Lebens in Bad Schandau, markiert er die Mitte des von Wohnhäusern und der Johanniskirche umgebenen Marktplatzes.

## Architektur
Im Jahre 1896 ermöglichte Rudolf Sendig auf dem bis dahin recht unscheinbaren Marktplatz die Errichtung eines in Formen des Historismus und des Jugendstils gehaltenen Brunnens, der im Herbst des gleichen Jahres eingeweiht wurde. Damit erreichte die städtebauliche Entwicklung der Stadt Bad Schandau ihren vorläufigen Höhepunkt.

## Geschichte
Mit Erstem Weltkrieg und Wirtschaftskrise fand die bis dahin recht glückliche städtebauliche Entwicklung ihr Ende. Einzig der Brunnen überdauerte als Symbol die 1920er und -30er Jahre. In den Kriegs- bzw. Nachkriegswirren um 1942–45 wurde der Brunnenaufsatz zerstört oder abgebaut. Gründe werden in der Einschmelzung zu Kriegszwecken bis hin zum Abbau durch die Rote Armee vermutet. Das verbliebene Brunnenbecken verfiel über die Jahrzehnte und wurde schließlich aufgrund von Undichtigkeiten mit Erde aufgefüllt. Den Brunnen bildete nunmehr noch ein kleines Bassin über der Wasserzuführung.

## Wiederaufbau
Im Jahre 1994 entstand der Gedanke, den Brunnen in seiner alten Gestalt wiederherzustellen. Der Marktplatz war für eine Umgestaltung als neuer kommunikativer Mittelpunkt des Kurortes vorgesehen und der Sendigbrunnen sollte als Krönung und als Symbol des wiedergewonnenen Bürgersinns diese Mitte besetzen. Die konkrete Planung forderte Nachforschungen, die trotz der Suche in regionalen und überregionalen deutschen Archiven erfolglos blieb.
Für die Rekonstruktion konnte Ende 1995 der Dresdner Bildhauer Eberhard Wolf gewonnen werden. Dank dessen Initiative bei der Beschaffung der notwendigen Grundlagen (Fotos, Berichte und Beschreibungen) wurde 1998 zunächst ein Brunnenmodell im Maßstab 1:10 erstellt.
In den folgenden Jahren konnten unter Federführung der Stadt Bad Schandau mehrere Bauabschnitte ausgeführt werden. Im Februar 2008 gründete sich der Förderverein Sendigbrunnen Bad Schandau e. V. Kurz darauf konnte der Bronzeguss der Brunnenschale an die Lauchhammer Kunstguss und Glockengießerei vergeben werden. Im Sommer 2011 wurde die obere Figurengruppe gegossen. Am 4. September 2011 erfolgte die feierliche Enthüllung des wiedererrichteten Brunnens.